# Jeremiah Owusu-Koramoah
Jeremiah Owusu-Koramoah (Hampton, 4 novembre 1999) è un giocatore di football americano statunitense che milita nel ruolo di linebacker per i Cleveland Browns della National Football League (NFL).

## Carriera

### Cleveland Browns
Owusu-Koramoah al college giocò a football a Notre Dame. Fu scelto nel corso del secondo giro (52º assoluto) del Draft NFL 2021 dai Cleveland Browns. Debuttò come professionista nella gara del primo turno contro i Kansas City Chiefs mettendo a segno 3 tackle. A fine stagione inserito nella formazione ideale dei rookie dalla Pro Football Writers Association dopo avere fatto registrare 70 placcaggi, 1,5 sack e 2 fumble forzati in 14 presenze, 10 delle quali come titolare.
Nel 2023 Owusu-Koramoah fu convocato per il suo primo Pro Bowl al posto dell'infortunato T.J. Watt dopo avere fatto registrare 101 tackle, 3,5 sack, 2 intercetti e un fumble forzato.
Il 14 agosto 2024 Owusu-Koramoah firmò con i Browns un nuovo contratto triennale del valore di 39 milioni di dollari.

## Palmarès
- Convocazioni al Pro Bowl: 1

2023
- PFWA All-Rookie Team - 2021